# Rhododendron 'Humboldt'
Rhododendron 'Humboldt' — сорт вечнозелёных рододендронов. 
Гибрид рододендрона кэтевбинского (лат. Rhododéndron catawbiense).

## Биологическое описание
Вечнозелёный, компактный, сильно ветвистый кустарник высотой 1,5—2 м. В Германии в возрасте 15 лет высота около 150 см, ширина около 180 см.
Листья кожистые, продолговато-эллиптические, до 12 см длиной, 3—5 см шириной, сверху тёмно-зелёные, снизу бледнее, блестящие, голые.
Соцветия шарообразные, несут 16—20 цветков.
Цветки светло-пурпурово-розовые с чёрно-красным пятном, диаметр около 80 мм. Аромат отсутствует. Тычинки фиолетовые.
Цветение обильное, в июне. Продолжительность около 30 дней.

## В культуре
'Humboldt' является одним из самых популярных и распространенных сортов рододендрона в Северной Германии. В Финляндии редок. Его выносливость не вполне достаточна, хотя он неплохо переносит зимы под защитой снежного покрова. В Северной Германии 'Humboldt' достигает более двух метров в высоту, однако в Финляндии, из-за тяжести снега и низкой морозостойкости, его высота едва превышает один метр. При зимовке под снегом цветёт нормально. В средней полосе России зимует под лёгким укрытием (листьями и лапником). 
Выдерживает понижения температуры до −29 °С.

## ПотомкиRhododendron'Humboldt'
- 'Andrea' Ottomar Domschke (до 1978) (= 'Gudrun' × 'Humboldt')
- 'Angelique' Bernhard Knorr (около 1985) (= 'Adriaan Koster' × 'Humboldt')
- 'Barnowl' Bernhard Knorr (1975) (= 'Johann' × 'Humboldt’
- 'Bastl (alt)' Bernhard Knorr (до 1987) (= ('Cunningham's White' × 'Cunningham's White') × 'Humboldt')
- 'Caucaboldt' Bernhard Knorr (до 1972) (= 'Ochroleucum' × 'Humboldt')
- 'Dancing Eyes' Uwe Genzel (1986) (= 'Humboldt' × R. degronianum ssp. yakushimanum var. yakushimanum)
- 'Doberluger Weiße' Erich Herrmann (1964) (= 'Madame Carvalho' × 'Humboldt')
- 'Elstertal' Erich Herrmann (1964) (= 'Madame Carvalho' × 'Humboldt')
- 'Emil Pusch' Bernhard Knorr (1982) ((= 'Sába' × 'Humboldt’) F2)
- 'Frühlingsfreude' Ottomar Domschke (до 1978) (= 'Gudrun' × 'Humboldt')
- 'Hachmann's Constanze' Hans Hachmann (1959) (= 'Humboldt' × 'Kluis Sensation')
- 'Hachmann's Ornament' Hans Hachmann (1957) (= 'Humboldt' × 'Direktör E. Hjelm')
- 'Hannelore' Ottomar Domschke (около 1975) (= 'Gudrun' × 'Humboldt')
- 'Holstein' Hans Hachmann (1959) (= 'Humboldt' × 'Catawbiense Grandiflorum')
- 'Katharina' Ottomar Domschke (до 1978) (= 'Gudrun' × 'Humboldt')
- 'Kokardia' Hans Hachmann (1957) (= 'Humboldt' × 'Direktör E. Hjelm')
- 'Lamentosa' Hans Hachmann (1968) (= 'Humboldt' × 'Koichiro Wada')
- 'Madlen' Ottomar Domschke (до 1978) (= 'Gudrun' × 'Humboldt')
- 'Mandy' Berthold Leendertz (1978) (= 'Humboldt' × ('Mrs R.S. Holford' × 'Goldsworth Orange'))
- 'Marina Domschke' Ottomar Domschke (до 1978) (= 'Gudrun' × 'Humboldt')
- 'Meeresleuchten' Wilhelm Bruns (1971) (= 'Humboldt' × 'Mount Kibo')
- 'Michael' Ottomar Domschke (до 1978) (= 'Gudrun' × 'Humboldt')
- 'Paeonia' Bernhard Knorr (до 1975) (= 'Johann' × 'Humboldt')
- 'Schneekrone' Hans Hachmann (1968) (= 'Humboldt' × 'Koichiro Wada')
- 'Silberglanz' Hans Hachmann (1968) (= 'Humboldt' × 'Koichiro Wada')
- 'Silvetta' Hans Hachmann (1968) (= 'Humboldt' × 'Koichiro Wada')